# 本庄長英
本庄 長英（ほんじょう ながひで、生没年不詳）は、戦国時代の武蔵国本庄（現在の埼玉県本庄市出身）の武士。通称は越前守。
本庄越前守長英は、児玉党の嫡流であり、本宗家を継いだ本庄時家（庄氏から本庄氏を名乗った）の最も末裔とされる武士である（『新編武蔵風土記稿』等）。遵って、系統分類としては、時家系（児玉党系）本庄氏である（どの文献にも家次系本庄氏の末裔とは記されていない）。本庄氏の系図が複数存在している事もあって、時家から長英までの系譜の流れは不明であり、謎が多い人物である。

## 人物

### 成田氏の家臣
忍城主となった成田氏の家臣とあり、生きた時代は戦国期とみられる。『天正十年成田家分限帳』には、「御家門 永楽千貫文 本庄越前守長英」とある。また、『新編武蔵風土記稿』には長英に関する記述が見られるが、これは本庄信明（本庄宮内少輔）の事を誤って長英と記述してしまった可能性があり、信憑性の高い伝承とは言えない（19世紀、つまり後世の資料である為）。また、これほどの所領を有していて、資料が少ないのも謎である。
戦国期以前より児玉党系本庄氏は代々上杉氏の一族に仕えてきたが、戦国期になると武蔵国北部で成田氏の力が増し、その過程で本庄氏の一族の中にも成田氏の家臣となった一団が生じたものと見られ、それが長英だったと考えられる。当時、本庄氏の同族である児玉氏が成田氏によって滅ぼされ、本庄氏一族の間に衝撃が走ったものと考えられる。これがきっかけとなって、滅ぼされない為の対策の一環として、長英を成田氏の家臣にしたと考えられる。
時代は下って、本庄城を築いた本庄実忠の時代となるが、『上杉家文書・関幕注文』の中に
```
「
永禄
4年（
1561年
）3月、
上杉謙信
が
後北条氏
の居城である
小田原城
へ攻め寄せた折、本庄
左衛門佐
は忍城主成田氏に所属し、
同（本庄）左衛門三良は、
足利
にいる
長尾氏
に所属して、小田原城攻めに参加した」
```

とあり、戦国時代に本庄氏一族の中に成田氏の家臣となっている一団があった事を示している。また、本庄三良なる人物は足利から進軍したとあるから、本庄氏が武蔵国より東北の方にも展開していた事が分かる。

## 諸々の考察
- 長英を時代的に見て、信明の子、または信明の兄弟と考える事もできるが、現段階ではそれを断定できるだけの資料はなく、難しい[2]。風土記稿の伝承等から考察して東本庄館の生まれとも考えられるが（脚注の信明と長英の混同を参照）、それも現段階では断定できない。『本庄市立歴史民俗資料館紀要』では、実忠（16世紀の本庄城主）との関連も指摘している。
- 関連は不明だが、信明の曾孫である本庄実明（実忠の父）も「越前守」を称していた事が、本庄氏の系図と見られる姓未詳の系図に記述されている（『児玉町史 中世資料編』等）。この事から、児玉党系本庄氏に「本庄越前守」を称していた者が複数いたと考えられる。
- 上杉家の文書に、「本庄左衛門佐」とあるが、時家系本庄氏に左衛門佐を称していた武士は系図上では確認できず（同『町史』）、ほとんどの場合、「左衛門尉」や「左衛門督」である。遵って、この本庄左衛門佐なる者も謎の人物である。
- 長英の「長」を長男の意味と捉え、「英」を通し字と考えた場合、さらに謎が深まる。時家系本庄氏に「英」を通し字とした一族は今の所、確認できない為である（同『町史』諸々の系図）。